# Mount Vernon (Maine)
Mount Vernon – miasto w Stanach Zjednoczonych, w stanie Maine, w hrabstwie Kennebec.